# خوارزمشاه

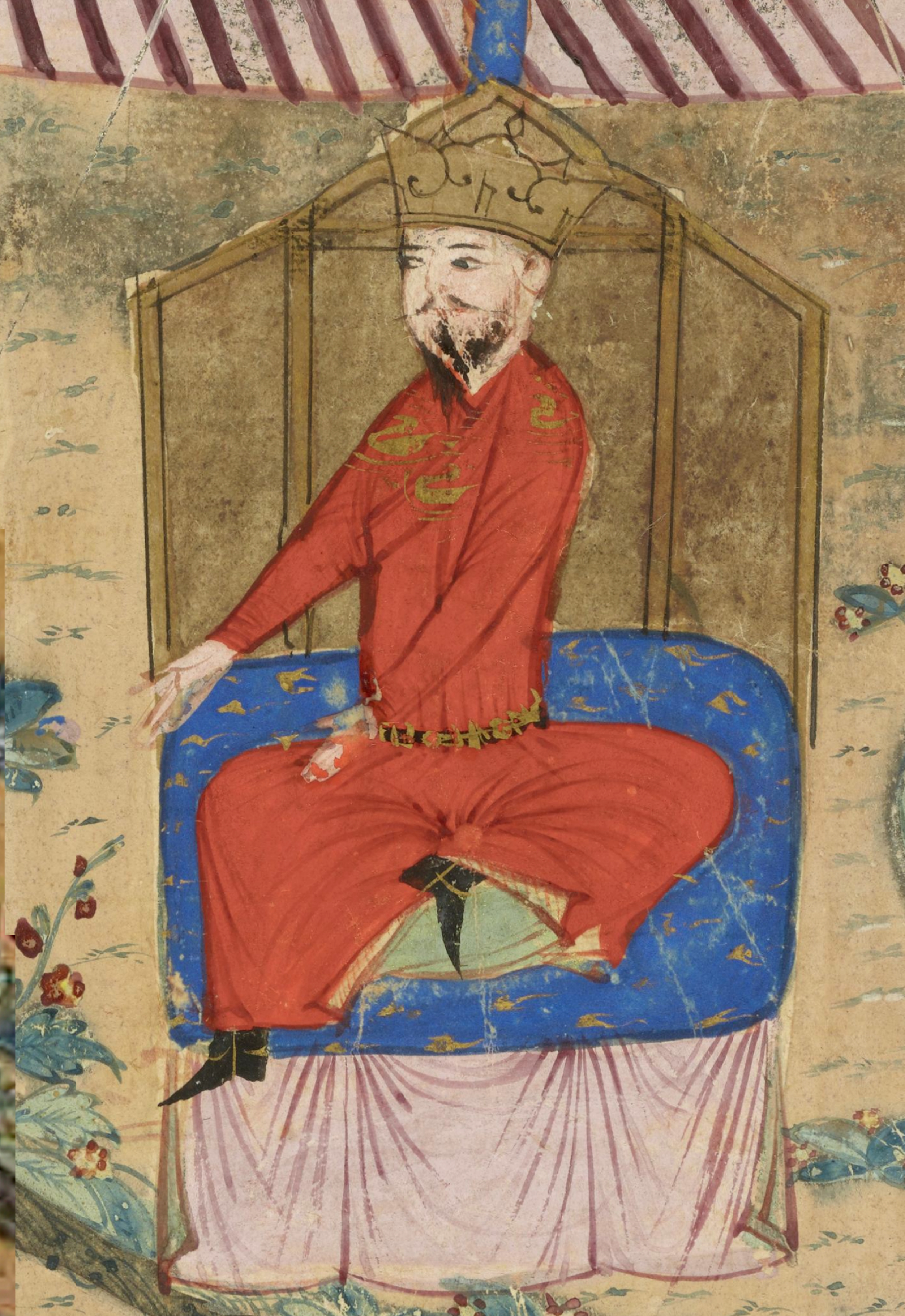
تکاش، سلطان خوارزم، تبریک رشید الدین وطواط، گالری هنر دانشگاه ییل، شماره ورودی 10-94-1983 (پرتره تکاش)

خوارزمشاه عنوان عمومی امیران و سلطان‌های مستقل ولایت خوارزم بود که به موجب روایات ابوریحان بیرونی و همچنین برحسب شهادت‌های بعضی مآخذِ چینی در ادوار پیش از اسلام غالباً مستقل بوده‌اند و ظاهراً این عنوان از قدیم بر آن‌ها اطلاق می‌شده‌است. در حقیقت، خوارزمشاه در قدیم عنوان امرای مستقل ساحل راست جیحون و کاث مرکز آن بود و فرمانروایان گرگانج یا جرجانیه یا اورگنج [خیوه حالیه] عنوان خوارزمشاه نداشته‌اند، ولی بعدها ابوالعباس مأمون بن محمد حکمران گرگانج که بخش مذکور را ضمیمۀ قلمرو خویش کرد، عنوان امرای آن ولایت را که خوارزمشاه خوانده می‌شدند نیز اختیار کرد و از آن پس امرای مستقل جرجانیه (گرگانج) عنوان خوارزمشاه یافتند و این ابوالعباس مأمون بنیانگذار دومین دودمان خوارزمشاهیان موسوم به مأمونیان به شمار می‌رود. سپس عنوان خوارزمشاه به اعقاب نوشتکین غرچه اطلاق شد که به خوارزمشاهیان مشهور شدند. بعد از حملهٔ مغول و انقراض خوارزمشاهیان، ظاهراً دیگر امرای ازبک‌ها و فرمانروایان سلسله مشهور به صوفی عنوان خوارزمشاه نداشته‌اند. هرچند بعضی از امرای این ولایت باز در تواریخ به این عنوان مذکور شده‌اند چنانکه سلاطین ازبک خیوه نیز غالباً به این عنوان خوانده می‌شدند.